# Hilton Inlet
Das Hilton Inlet ist eine vereiste Bucht an der Black-Küste des Palmerlands auf der Antarktischen Halbinsel. Ihre Einfahrt liegt zwischen dem Kap Darlington und dem Kap Knowles.
Teilnehmer der United States Antarctic Service Expedition (1939–1941) entdeckten sie 1940. Namensgeber ist Donald Cross Hilton (1909–1990), ein Expeditionsteilnehmer, der an der Vermessung des Küstenverlaufs bis zu dieser Bucht beteiligt war.